# Nanzdietschweiler
Nanzdietschweiler ist eine Ortsgemeinde im Landkreis Kusel in Rheinland-Pfalz. Sie entstand 1969, als im Zuge der rheinland-pfälzischen Verwaltungsreform die Orte Nanzweiler, Dietschweiler und Nanzdiezweiler zu dieser neuen Gemeinde zusammengelegt wurden. In der Folgezeit entwickelte sich Nanzdietschweiler in erster Linie zu einer Wohngemeinde.
Nanzdietschweiler gehört seit 2017 zur Verbandsgemeinde Oberes Glantal, davor zur Verbandsgemeinde Glan-Münchweiler.

## Geographie
Nanzdietschweiler liegt im oberen Glantal am Übergang des Landstuhler Bruch zum Nordpfälzer Bergland. Der Ort liegt zwischen 220 m und 250 m ü. NHN. Die höchsten Erhebungen der Gemarkung erreichen 384 m ü. NHN. Der Ort ist gekennzeichnet von zum Wandern einladenden Wäldern, Wiesen und dem artenreichen Glan, welcher unter anderem durch das für Ornithologen interessante Vogel- und Naturschutzgebiet „Heimerbrühl“ fließt.
Die Gemeinde war früher in drei Teile gegliedert: Nanzweiler, Dietschweiler und Nanzdiezweiler. Hinzu kam noch Kreuz, das zu Dietschweiler gezählt wird. Die Grenze verlief mit dem Glan (Nanzweiler/Nanzdiezweiler) und auf der Höhe des heutigen Sportplatzes (Nanzweiler/Dietschweiler). Hierbei macht der Ortsteil Kreuz mit der alten Getreidemühle, der Dietschweiler Mühle, allerdings eine Ausnahme. Er liegt zwar auf der rechten Glanseite (Nanzdiezweiler), zählt aber zu Dietschweiler.
182 Hektar der Gemarkung sind bewaldet und 26 Hektar besiedelt.

## Geschichte
Nanzweiler wurde 1350 als Nantzwilre erstmals urkundlich erwähnt, Dietschweiler 1436 als Dyetzwiller. Das Siedlungsgebiet beider Orte erstreckte sich zu beiden Seiten des Glans. Die Seite links des Glans unterstand dem Kloster Hornbach und ab dem 16. Jahrhundert den Herren und späteren Grafen von der Leyen. Die Seite rechts des Glans war Reichsgut und unterstand ab dem 15. Jahrhundert Kurpfalz. Rechts des Glans entwickelten sich zwei weitere Gemeinden Nanzweiler und Diezweiler, die 1816 zu Nanzdiezweiler vereinigt wurden.
Von 1798 bis 1814, als die Pfalz Teil der Ersten Französischen Republik (bis 1804) und anschließend Teil des Ersten Französischen Kaiserreichs war, waren die Orte rechts des Glans in den Kanton Landstuhl im Departement Donnersberg und die Orte links des Glans in den Kanton Waldmohr im Saardepartement eingegliedert. Im Jahre 1816 kamen sie zum Königreich Bayern. Die Aufteilung in die beiden Kantone blieb bis zur Mitte des 19. Jahrhunderts bestehen, beide Kantone gehörten jedoch von 1818 an gemeinsam zum Landkommissariat Homburg.
Im Zuge der rheinland-pfälzischen Verwaltungsreform wurde am 7. Juni 1969 aus den drei bis dahin selbstständigen Gemeinden Dietschweiler, Nanzdiezweiler und Nanzweiler die neue Ortsgemeinde Nanzdietschweiler gebildet. Der Name der neuen Gemeinde setzt sich dabei aus Elementen aller drei Ortsteile zusammen.
Bevölkerungsentwicklung
Die Entwicklung der Einwohnerzahl bezogen auf das heutige Gemeindegebiet von Nanzdietschweiler; die Werte von 1871 bis 1987 beruhen auf Volkszählungen:
| Jahr | Einwohner |
| 1815 | 687       |
| 1835 | 853       |
| 1871 | 899       |
| 1905 | 945       |
| 1939 | 1.190     |

| Jahr | Einwohner |
| 1950 | 1.338     |
| 1961 | 1.424     |
| 1970 | 1.440     |
| 1987 | 1.259     |
| 2005 | 1.268     |

## Politik

### Gemeinderat
Der Gemeinderat in Nanzdietschweiler besteht aus 16 Ratsmitgliedern, die bei der Kommunalwahl am 9. Juni 2024 gewählt wurden, und dem ehrenamtlichen Ortsbürgermeister als Vorsitzendem.
Die Sitzverteilung im Gemeinderat:
| Wahl | SPD | CDU | WGR | Gesamt   |
| ---- | --- | --- | --- | -------- |
| 2024 | 2   | 9   | 5   | 16 Sitze |
| 2019 | 4   | 8   | 4   | 16 Sitze |
| 2014 | 6   | 10  | –   | 16 Sitze |
| 2009 | 6   | 10  | –   | 16 Sitze |
| 2004 | 7   | 9   | –   | 16 Sitze |

- WGR = Wählergruppe Nanzdietschweiler e. V.

### Bürgermeister
Gerd Müller (parteilos) wurde am 28. August 2024 Ortsbürgermeister von Nanzdietschweiler. Bei der Direktwahl am 9. Juni 2024 hatte er sich mit einem Stimmenanteil von 58,4 % gegen einen Mitbewerber durchgesetzt und war damit für fünf Jahre gewählt worden.
Müllers Vorgängerin Annette Filipiak-Bender (CDU) hatte das Amt fünf Jahre ausgeübt und war 2024 nicht erneut angetreten. Zuvor hatte Martin Holzhauser (CDU) das Amt 15 Jahre inne.

### Wappen
| Wappen von Nanzdietschweiler | Blasonierung: „Durch einen silbernen Wellenpfahl von Blau und Schwarz gespalten, rechts ein silberner Pfahl, links ein rotbewehrter und -bezungter goldener Löwe.“ |
| Wappen von Nanzdietschweiler | Wappenbegründung: Es wurde 1980 von der Bezirksregierung Neustadt verliehen. Der Löwe entstammt dem Wappen der Kurpfalz, die früher in Nanzdiezweiler die Landesherrschaft ausübten. Der silberne Pfahl nimmt Bezug auf die Grafen von der Leyen, denen Dietschweiler und Nanzweiler gehörte. Der Wellenpfahl symbolisiert den Glan, der die früher selbständigen Orte verbindet. |

Die Flagge ist Blau-Weiß-Blau im Verhältnis 2:5:2 gespalten.

### Gemeindepartnerschaft
Nanzdietschweiler hat seit 1985 eine Kommunalpartnerschaft mit der Gemeinde Butten im Département Bas-Rhin im Elsass/Frankreich.

## Kultur
Am zweiten Wochenende im September wird in Dietschweiler und am dritten Wochenende in Nanzweiler die Kerwe gefeiert.
Nanzdietschweiler verfügt über eine in der Trägerschaft der Verbandsgemeinde stehende Grundschule, die im Ortsteil Dietschweiler angesiedelt ist und vier Klassen umfasst. Die Schulen in Nanzweiler und Nanzdiezweiler sind inzwischen aufgelöst worden. Darüber hinaus existiert in der Gemeinde ein Kindergarten. Es gibt verschiedene Sehenswürdigkeiten in diesem Ort, z. B. die Dietschweiler Mühle. Unweit davon ist die historische Waschanlage zu sehen, die in direkter Nachbarschaft zur alten Eisenbahnstrecke, dem jetzigen Glan-Blies-Weg, liegt.

## Vereine
- Musikverein
- FCK-Fanclub „Trafo“
- Freiwillige Feuerwehr
- Wildsauverein
- Sportverein
- Schützenverein „Freischütz“
- Pfälzerwald-Verein
- Obst- und Gartenbauverein
- Gesangvereine
- Dietschweiler Kerwe e. V.

## Verkehr

### Straße
Durch Nanzweiler und Dietschweiler verläuft die Landesstraße 358, die von Glan-Münchweiler nach Bruchmühlbach verläuft. In Dietschweiler endet die aus Börsborn kommende Kreisstraße 10, durch Nanzweiler verlaufen zudem die Kreisstraßen 54, 58 und 59.

### Schiene

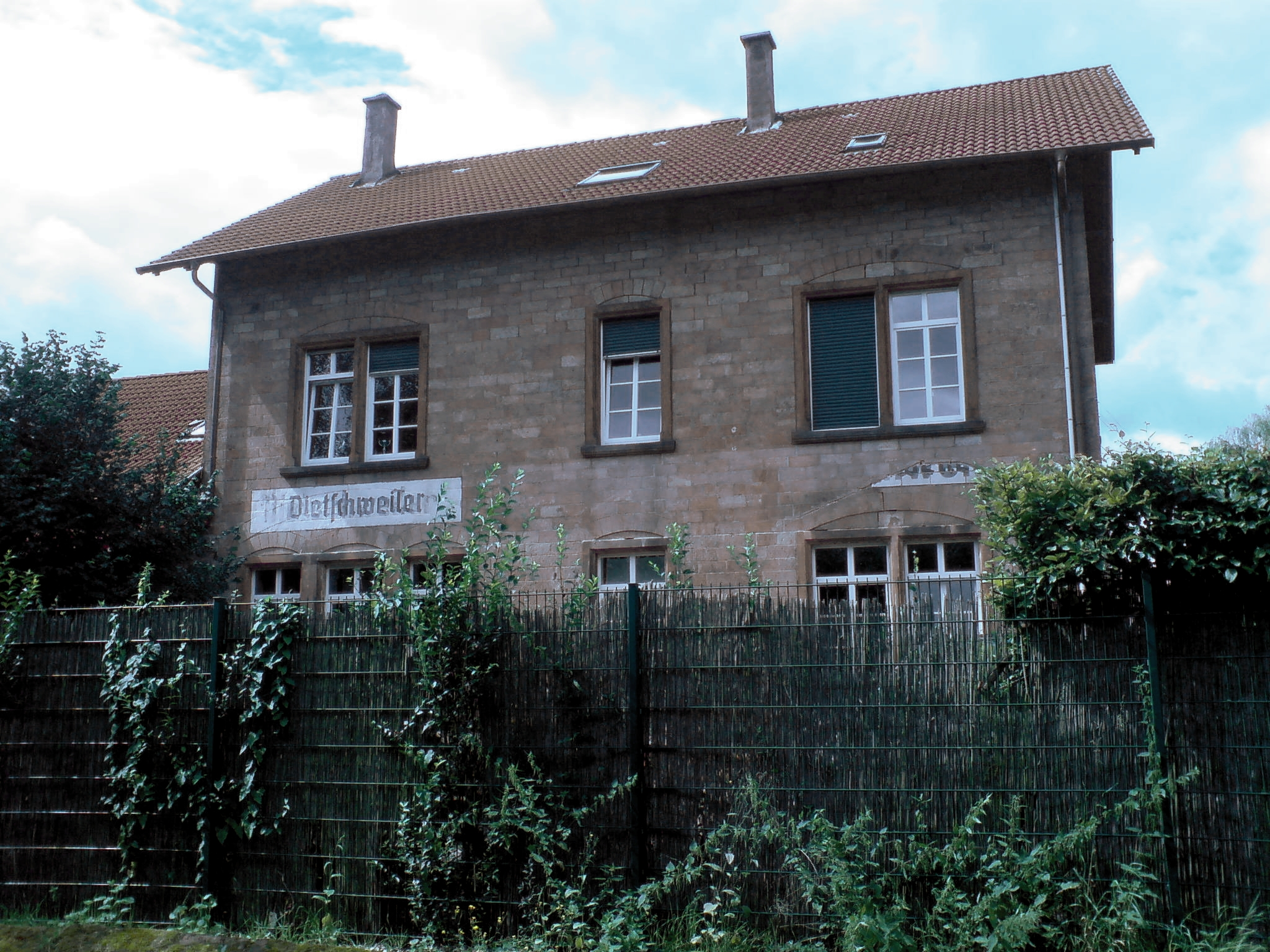
Empfangsgebäude des Bahnhofs Dietschweiler

Die heute zur Gemeinde gehörenden Orte erhielten 1904 mit Eröffnung der Glantalbahn Anschluss an das Eisenbahnnetz. Der entsprechende Bahnhof trug zunächst den Namen Dietschweiler-Nanzweiler, ehe er 1912 in Dietschweiler umbenannt wurde. Anfang der 1960er Jahre wurde zudem einen Kilometer nördlich der Haltepunkt Nanzweiler eröffnet, wodurch besagte Bahnstrecke im südlichen Abschnitt Homburg-Glan-Münchweiler belebt werden sollte. Bereits Ende der 1970er Jahre wurde er wieder aufgelassen. Der Personenverkehr wurde 1981 eingestellt; da der Güterverkehr bereits zuvor zwischen Schönenberg-Kübelberg und Glan-Münchweiler eingestellt worden war, war er fortan ohne regulären Verkehr. Ende der 1980er Jahre wurden die Gleise abgebaut. 2002 wurde auf der Trasse der 2006 auf voller Länge fertiggestellte Glan-Blies-Weg eröffnet.